# Carpella innotata
Carpella innotata là một loài bướm đêm trong họ Geometridae.